# 普魯士的路易絲公主 (1808年—1870年)
普魯士的路易絲（德語：Luise von Preußen，1808年2月1日—1870年12月6日），普魯士國王腓特烈·威廉三世的女兒，德意志皇帝威廉一世的妹妹。

## 家庭
1825年，路易絲與荷蘭國王威廉一世的次子弗雷德里克王子結婚，兩人共有2子2女：
1. 路易絲公主（1828年—1871年），瑞典王后
2. 弗雷德里克王子（1833年—1834年），夭折
3. 威廉王子（1836年—1846年），夭折
4. 瑪麗公主（1741年—1910年），維德親王妃，阿爾巴尼亞親王威廉的母親